# Ponnampatti
Ponnampatti é uma panchayat (vila) no distrito de Tiruchirappalli, no estado indiano de Tamil Nadu.

## Demografia
Segundo o censo de 2001,  Ponnampatti  tinha uma população de 10,659 habitantes. Os indivíduos do sexo masculino constituem 49% da população e os do sexo feminino 51%. Ponnampatti tem uma taxa de literacia de 65%, superior à média nacional de 59.5%: a literacia no sexo masculino é de 75% e no sexo feminino é de 55%. Em Ponnampatti, 14% da população está abaixo dos 6 anos de idade.